# Gunnar Hasselblatt

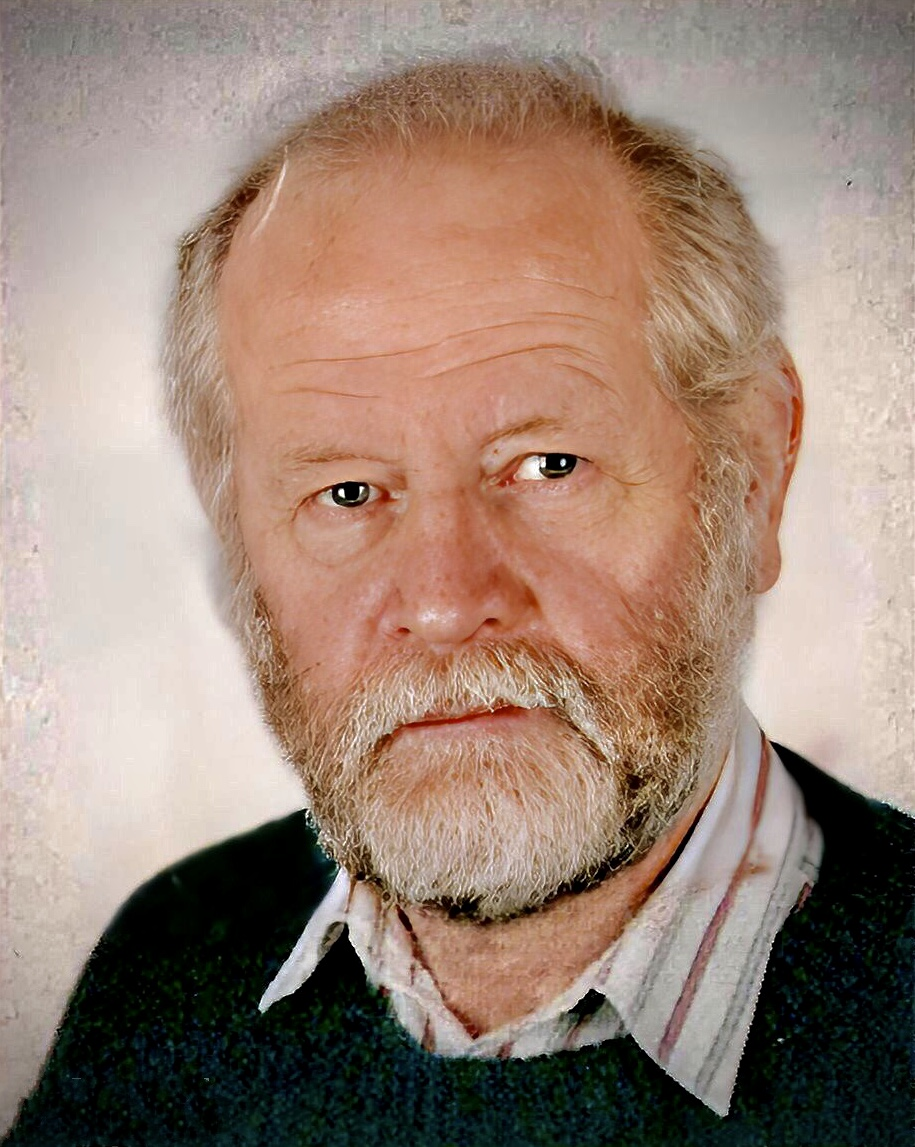
Gunnar Hasselblatt

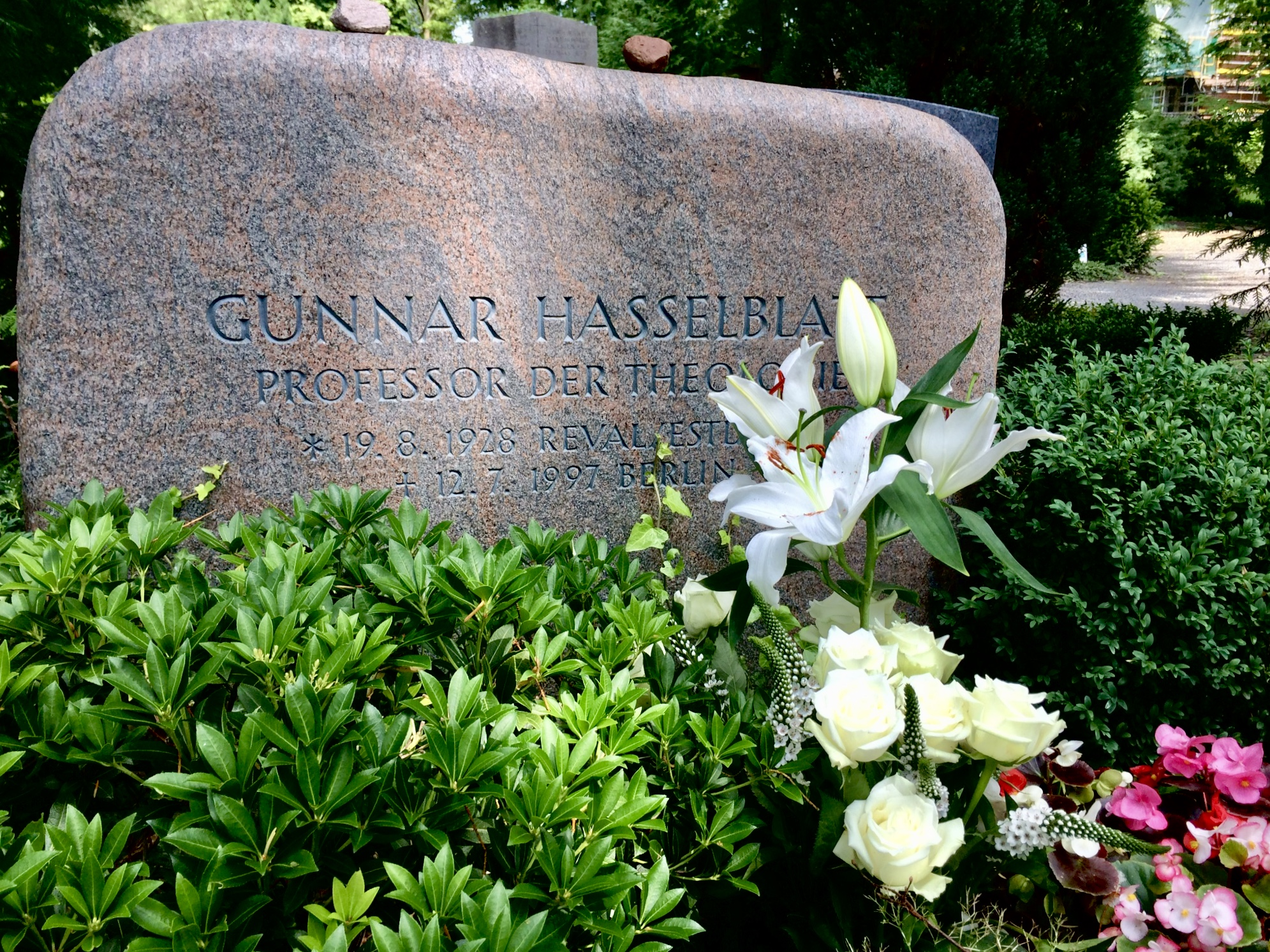
Das Grab von Gunnar Hasselblatt auf dem Friedhof Dahlem in Berlin.

Gunnar Hasselblatt (* 19. August 1928 in Reval; † 12. Juli 1997 in Berlin-Dahlem) war ein deutscher lutherischer Geistlicher, zuletzt Beauftragter für kirchliche Entwicklungshilfe der Berlin-Brandenburgischen Evangelischen Kirche. Er engagierte sich in den 1970er und 1980er Jahren gegen die politische Verfolgung durch die sozialistische Militärdiktatur in Äthiopien.

## Leben

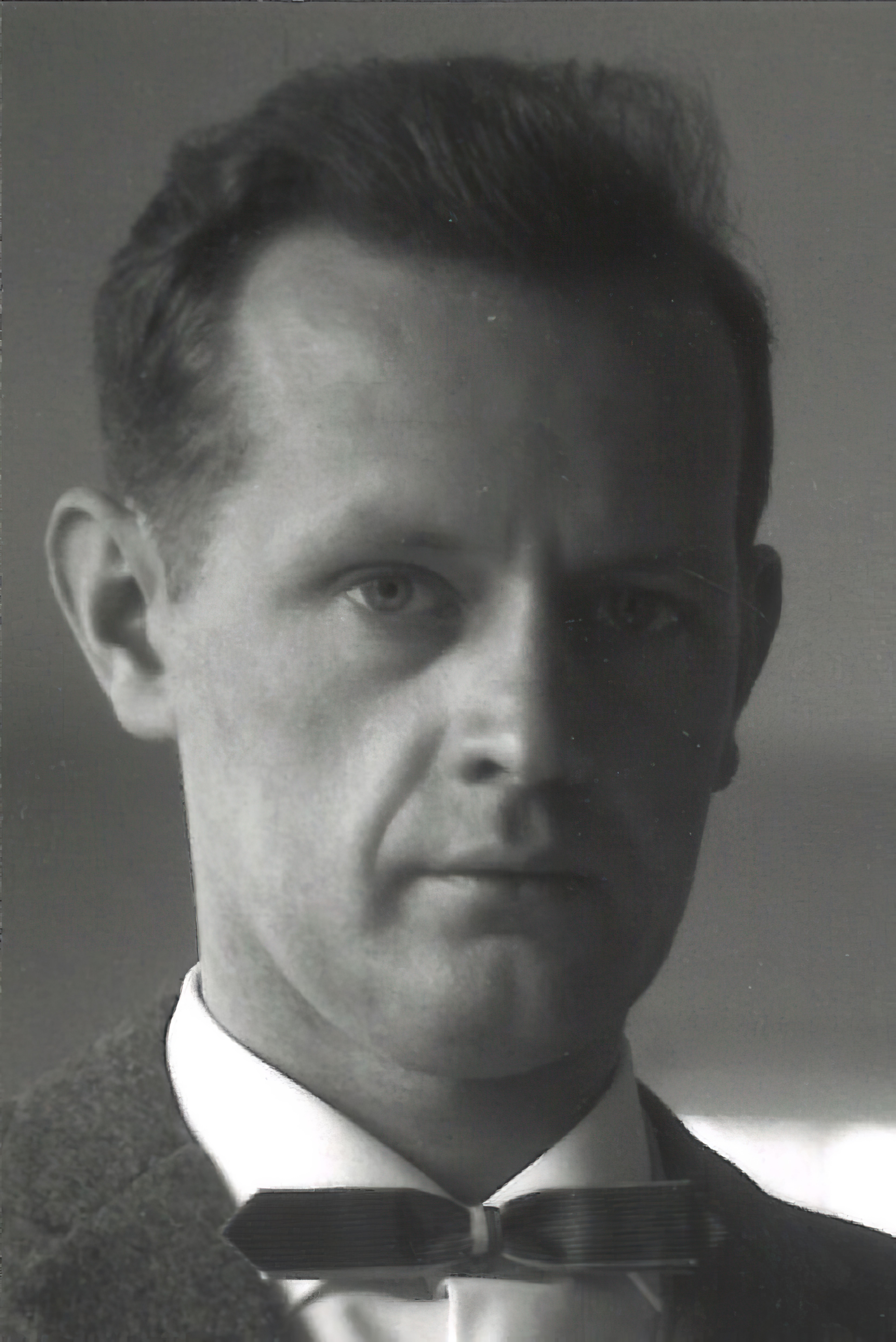
1962 in Stade

Hasselblatt stammte aus einer deutschbaltischen Pastorenfamilie. Nach den Wirren des Zweiten Weltkriegs lebte er in Norddeutschland; er besuchte das Carl-Hunnius-Internat in Wyk auf Föhr und Schulen in Lübeck und Stade. Er studierte ab 1949 Theologie und Philosophie in Bethel, Tübingen und Göttingen. Nach dem Abschluss 1954 schlug er die Laufbahn als Pastor ein, wurde 1957 ordiniert und war danach ab 1958 Pastor in St. Johannis in Stade. Ab 1963 war er Pastor in Gladebeck, studierte aber gleichzeitig in Göttingen Vergleichende Religionswissenschaft und Arabistik mit dem Ziel in den Missionsdienst zu gehen. 1966 studierte er in Kairo und 1969 wurde er in Göttingen promoviert. 1969 bis 1975 war er Dozent (Professor) am Theologischen Seminar der evangelischen Mekane Yesus Kirche (EECMY) in Äthiopien und Berater im Dialog zwischen Muslimen und Christen (Leiter des ökumenischen Islam in Afrika Projekts). 1975 bis zu seiner Pensionierung 1993 war er Beauftragter der Evangelischen Landeskirche Berlin-Brandenburg für den kirchlichen Entwicklungsdienst und im Berliner Missionswerk für Äthiopien zuständig. Er war seit 1984 Honorarprofessor an der Kirchlichen Hochschule Berlin.
Hasselblatt berichtete in Zeitungsartikeln und Büchern über staatliche Verfolgungen in Äthiopien wie der des Volkes der Oromo im Süden des Landes unter dem damals regierenden sozialistischen Militärregime unter Mengistu Haile Mariam. Er war einer der ersten, der über den Roten Terror in Äthiopien berichtete, ab 1977 unter Pseudonym in der Times und der FAZ. Der Äthiopische Geheimdienst plante ein Attentat auf Hasselblatt, die Briefbombe explodierte allerdings bei der Herstellung 1982 in einem Hotel in Westberlin, wobei einer der Attentäter starb und der schwerverletzte Überlebende danach aussagte. In der Folge wurden auch die Beziehungen der Berlin Brandenburgischen Kirche zur EECMY, die Hasselblatt mit aufgebaut hatte, aufgrund von politischem Druck auf die EECMY vorübergehend abgebrochen.
Gunnar Hasselblatt starb 1997 im Alter von 68 Jahren in Berlin-Dahlem. Seine letzte Ruhe fand er auf dem Friedhof Dahlem (Feld 005-33).
Einer seiner Söhne ist der Mathematiker Boris Hasselblatt.

## Schriften
- Äthiopien am Rande des Friedens. Radius Verlag, Stuttgart 1995, ISBN 3-87173-844-1
- Die Idylle der Despoten. Forschungsreise in ein Land ohne Trauer. Burundi: Katyn im Herzen Afrikas. Radius Verlag, Stuttgart 1991, ISBN 3-87173-833-6
- Das geheime Lachen im Bambuswald. Vom Freiheitskampf der Oromo in Äthiopien. Radius Verlag, Stuttgart 1990, ISBN 3-87173-803-4
- Äthiopien: Menschen, Kirchen und Kulturen. Radius Verlag, Stuttgart 1979, ISBN 3-87173-542-6